# László Árpád
László Árpád (Módos, 1864. november 14. vagy december 14. – Marosvásárhely, 1960. szeptember 23.) magyar zeneszerző, zenepedagógus és zenekritikus.

## Életútja
Zenei tanulmányait Temesvárt kezdte, Erkel Ferencnél folytatta a budapesti Zeneakadémián. Bécsben szerzett zongoraművészi oklevelet (1891). Liszt Ferenc tanítványa is volt. Zenetanári oklevelet Budapesten kapott (1909). A Huszár családnál betöltött nevelői állása után amerikai turnéra szegődött, New Yorkban Antonín Dvořáknál egészítette ki zenei ismereteit, s állást vállalt Troy város zeneiskolájában (1891-98). Európába visszatérve, Temesvárt, Aradon, Kassán, majd Marosvásárhelyen tanított. Már az 1910-es évek elején bekapcsolódott a Kemény Zsigmond Társaság munkájába.
Zenepedagógusként a Caland-Breithaupt-módszert saját tapasztalataival egészítette ki; tevékenységét George Enescu is sokra értékelte. Zeneművei közül a Consolation I. díjat nyert a budapesti Nemzetközi Zeneszerzői Versenyen (1933). Zenekritikáit a Tükör, Székelyföld, Székely Ellenzék, úti beszámolóit az Ellenzék közölte. Beszámolt Bartók Béla marosvásárhelyi fellépéséről.